# Bertil Bäckvall
Bertil Bäckvall als Spieler bei AIK

Link zum Bild

(Bitte Urheberrechte beachten)
Bertil Conrad Bäckvall (* 22. Februar 1923 in Stockholm; † 28. Oktober 2012 in Trelleborg) war ein schwedischer Fußballspieler und -trainer. Der Offensivspieler gewann mit AIK zweimal den schwedischen Landespokal und lief zweimal für die schwedische Nationalelf auf.

## Werdegang

### Spielerkarriere
Bäckvall begann 1934 mit dem Fußballspielen bei Sandsborgs IF. 1938 ging er zu Hammarby IF, wo er als Siebzehnjähriger in der Allsvenskan debütierte. Allerdings stieg der Verein als Tabellenletzter in der Spielzeit 1939/40 in die zweite Liga ab. Bis 1943 spielte er für den Klub zweitklassig, ehe eine kurze Stippvisite bei AIK folgte. Hier kam er jedoch nicht zum Einsatz und kehrte in die zweite Liga zurück. Dort wusste er jedoch zu überzeugen und wurde in die schwedische Nationalmannschaft berufen. Am 26. August 1945 spielte er beim 7:2-Erfolg über Finnland im Ullevi das erste Mal für die Landesauswahl.
1946 versuchte Bäckvall einen zweiten Anlauf bei AIK Solna in der ersten Liga. Dieses Mal konnte er sich in der Mannschaft einen Stammplatz erobern und half mit, als sich der Verein in der zweiten Hälfte der 1940er Jahre im vorderen Teil der Allsvenskan etablierte. 1949 und 1950 gewann er zudem mit der Mannschaft jeweils den Svenska Cupen und konnte sich wieder für die Nationalmannschaft empfehlen. Am 13. Mai 1949 lief er ein zweites Mal im Nationaljersey auf, als die englische Nationalauswahl mit 3:1 besiegt wurde.
Dann kam jedoch die Saison 1950/51: Der Verein beendete die Spielzeit punktgleich mit dem Tabellenzehnten IF Elfsborg und hatte sogar das gleiche Torverhältnis wie die Südschweden. Allerdings hatte der Verein aus Stockholm vier Tore weniger geschossen und musste überraschend absteigen. Mit sieben Toren trug Bäckvall seinen Teil zum direkten Wiederaufstieg in die Allsvenskan bei. Anschließend spielte er noch zwei Jahre für AIK in der ersten Liga.

### Trainerkarriere
1954 wurde Bäckvall Spielertrainer bei Hagalunds IS in der dritten Liga. Nach zwei Jahren kehrte er zu AIK zurück, wo er als Jugendtrainer arbeitete. 1958 kehrte er auf das Spielfeld zurück und arbeitete als Spielertrainer beim Drittligisten Östers IF. 1959 hängte er nach dem Aufstieg in die zweite Liga seine Fußballstiefel endgültig an den Nagel und saß nun ausschließlich beim Klub auf der Trainerbank. 1961 erreichte er mit der Mannschaft den Staffelsieg in der zweiten Liga und trat in den Aufstiegsspielen gegen Djurgårdens IF, Högadals IS und GIF Sundsvall an, belegte aber nur den letzten Platz. 
1963 scheiterte man erneut in den Aufstiegsspielen und Bäckvall wechselte zum Ligarivalen Kalmar FF. Dort arbeitete er drei Jahre, konnte aber nur Tabellenränge im hinteren Mittelfeld erzielen. 
1967 übernahm er das Traineramt bei IK Brage. Gleich in seiner ersten Spielzeit erreichte er erneut die Aufstiegsspiele. Hinter Åtvidabergs FF und seinem alten Arbeitgeber Östers IF belegte die Mannschaft ohne Torerfolg und punktlos den dritten Rang, das Spiel gegen den Tabellenletzten Sandvikens IF wurde gar nicht mehr gespielt. Nach einem fünften und einem vierten Platz ging er zum Drittligisten Krylbo IF. 1971 stieg der Klub in die vierte Liga ab und Bäckvall beendete seine Trainerlaufbahn. 
Bäckvall arbeitete später als Einkäufer für das Stahlwerk Domnarvets Jernverk.